# Rezerwat przyrody Buczyna (województwo wielkopolskie)
Rezerwat przyrody Buczyna – leśny rezerwat przyrody położony w gminie Rogoźno w powiecie obornickim (województwo wielkopolskie). Został utworzony w 1958 (mimo że pierwsze pomysły na ochronę terenu narodziły się w 1930) w celu ochrony lasu bukowego (Fagus sylvatica) przy wschodniej granicy zasięgu tego gatunku.

## Charakterystyka
Powierzchnia rezerwatu wynosi 15,75 ha (akt powołujący podawał 15,61 ha). Wokół rezerwatu wyznaczono otulinę o powierzchni 9,97 ha. Obszar rezerwatu jest objęty ochroną ścisłą (12,68 ha) i czynną (3,07 ha).
Rezerwat porasta najstarszy w Wielkopolsce drzewostan bukowy z domieszką dębu (ponad 160 lat). Wilgotne zaklęśnięcia terenu porasta częściowo olcha. Najcenniejsze fragmenty drzewostanu nie dochowały się do chwili obecnej. Miejscowy świat fauny reprezentowany jest m.in. przez jaszczurkę zwinkę, padalca, zaskrońca, żabę trawną, żabę moczarową, traszkę zwyczajną, grzebiuszkę ziemną, ryjówkę aksamitną i ryjówkę malutką.

## Podstawa prawna
- Zarządzenie Ministra Leśnictwa i Przemysłu Drzewnego z dnia 4 lutego 1958 r. w sprawie uznania za rezerwat przyrody (M.P. z 1958 r. nr 18, poz. 119)
- Obwieszczenie Wojewody Wielkopolskiego z dn. 4.10.2001 r. w sprawie ogłoszenia wykazu rezerwatów przyrody utworzonych do dn.31.12.1998 r.
- Zarządzenie Nr 16/11 Regionalnego Dyrektora Ochrony Środowiska w Poznaniu z dnia 12 kwietnia 2011 r. w sprawie rezerwatu przyrody „Buczyna” (Dziennik Urzędowy Województwa Wielkopolskiego z 2011 r. Nr 162, poz. 2647)